# Natalia López-Moratalla
Natalia López-Moratalla (Granada, 3 de febrero de 1946) es una catedrática universitaria e investigadora española en las áreas de Bioquímica y Biología molecular.

## Formación y vida académica
Obtuvo la licenciatura en Ciencias Químicas por la Universidad de Granada en 1968 y el doctorado en Ciencias, sección Biología, por la Universidad de Navarra en 1972. Ha sido profesora adjunta de Química Fisiológica en la Universidad Complutense (1975); profesora agregada de Bioquímica y Biología molecular en la Universidad de Barcelona desde 1977 y catedrática de Bioquímica y Biología Molecular en la Universidad de Valencia desde 1981. Desde 1981 fue profesora ordinaria de Bioquímica y Biología Molecular y catedrática de Bioquímica en la Universidad de Navarra, donde ha desempeñado diversos los cargos de directora de estudios, vicedecana, y vicerrectora. En 2013 pasó a ser catedrática emérita.

## Actividad científica  e investigadora
Ha ostentado diversos puestos de responsabilidad en asociaciones, comisiones y congresos nacionales e internacionales relacionados con sus actividades investigadoras y docentes: presidenta de la «Asociación Española de Bioética y Ética Médica» (AEBI) desde 2007; vocal del «Comité de Bioética» de España; vocal de la «Comisión Nacional de Reproducción Humana Asistida», presidenta del Congreso Mundial «Espacio Social Femenino»; miembro de la División de la Ética de la Ciencia y la Tecnología en el Sector de Ciencias Sociales y Humanas UNESCO; ejecución del informe sobre «La investigación sobre células troncales»; experta en la Subcomisión para la reforma de la ley de Interrupción Voluntaria del Embarazo; directora del Master Centroamericano de Bioética, Universidad del Istmo Guatemala y presidenta del Congreso Nacional de Bioética «Bioética y con-ciencia» celebrado en Madrid en 2009, entre otros.
Ha pertenecido a varias sociedades científicas y éticas, entre ellas la Sociedad Española de Bioquímica y Biología Molecular (SEBBM), Nitric Oxide Society y la Asociación Española de Bioética y Ética Médica.
Ha dedicado una constante atención a problemas que exigen un estudio interdisciplinar, a través de cursos y proyectos como «Epigénesis regulativa del desarrollo embrionario, proceso evolutivo y génesis del hombre», «Bases antropológicas de la educación universitaria», «Biología de la personalidad humana», y «Los secretos de tu cerebro», con la realización de vídeos.

### Publicaciones
Ha publicado documentos científicos-técnicos en prestigiosas revistas comoComparative Biochemistry and Physiology, The International Journal of Biochemistry, Biochemical and Biophysical Research Communications, Revista española de Fisiología, FEBS Letters, Archives of Biochemistry and Biophysics e International Journal of Molecular Medicine.
Ha escrito numerosos artículos en revistas científicas y capítulos de libros en las especialidades de Bioética, Biología teórica y Antropología. Entre ellos:
- «Terapia celular y células madre», Ibérica.Actualidad tecnológica, 462 (2003)
- «La racionalidad terapéutica en la medicina regenerativa con células troncales embrionarias o de adulto», Anales de la Real Academia Nacional de Farmacia, 43 (2003)
- «La realidad del embrión humano en los quince primeros días», Persona y bioética, 20-21 (2004)
- «¿Clones humanos?», Cuadernos de bioética, 55 (2004)
- «La discusión bioética sobre la reproducción humana asistida. Aspectos biológicos», Cuadernos de derecho judicial,  11 (2006)
- «Neurobiología de la adolescencia. El control del circuito afectivo-cognitivo», en Clínica y Análisis Grupal, 1 (2011)[22]
- «The self-construction of a living organism», en Information and living systems (2011)[23]
- «Avances de la medicina perinatal y la creciente intolerancia a la discapacidad», Cuadernos de bioética, 78 (2012)
- «Transexualidad: una alteración cerebral que comienza a conocerse», Cuadernos de bioética, 89 (2015)

Es autora, asimismo, de diversos libros de investigación y de divulgación científica:
- Ingeniería genética (1982)
- Mecanismos moleculares de la regulación enzimática (1984; con Esteban Santiago)
- Deontología biológica (1987; como directora)
- Repensar la ciencia (2006)[24]
- Los quince primeros días de una vida humana (2006; con María J. Iraburu Elizalde)[25]
- El primer viaje de la vida (2007)
- La dinámica de la evolución humana. Más con menos (2007)[26]
- Cerebro de mujer y cerebro de varón (2007)
- Biología de la personalidad. Contenido y Método (2007)[27]
- Cuestiones acerca de la evolución humana (2008)[28]
- La comunicación materno-filial en el embarazo. El vínculo de apego (2008)
- La dinámica de la evolución humana. Más con más (2009)[29]
- Bioética desde la corporalidad (2021)

También ha editado libros electrónicos, como única autora o en colaboración, entre ellos: El cerebro adolescente, El cerebro adolescente de las adiciones, El cerebro emocional adolescente. Equipados para la supervivencia y la felicidad, El cerebro ético. Necesariamente libres, El cerebro de la empatía y Cerebro materno. Cerebro paterno. Adaptación a estilos de vida familiar.